# Aporia joubini
Aporia joubini is een vlindersoort uit de familie van de Pieridae (witjes), onderfamilie Pierinae.
Aporia joubini werd in 1913 beschreven door Oberthür.